# Бронная слобода
Бро́нная слобода́ — историческая местность на территории современной Москвы, находилась рядом с нынешними Большой Бронной и Малой Бронной улицами, в северо-западной стороне Земляного города, недалеко от Никитских ворот Белого города. Слобода была основана в XVI веке, её населяли преимущественно ремесленники, занимавшиеся изготовлением защитной амуниции, брони — отсюда и образовался топоним. Постепенно слобода стала своеобразным центром оружейного ремесла Москвы.
В 1570 году царь Иван IV Грозный поселил здесь ещё иноземных мастеров-сабельников, пленённых во время Ливонской войны 1558—1582 годов, в том числе белорусских. Позже в слободе поселены оружейники, вывезенные из Белоруссии во время войны 1654—1667 годов. В результате этого состав населения слободы до конца XVII века изменился: здесь не осталось ни одного «бронника», а жили преимущественно кузнецы и оружейники. В 1672 году часть белорусских мастеров переведена с Бронной слободы в новообразованную Мещанскую слободу.
Изначально Бронная слобода находилась в подчинении Приказу Большого дворца, позже — Оружейной палате. До наших дней сохранилась церковь Иоанна Богослова на Бронной (1652—65, 1694; Богословский переулок, 4). В XVIII веке слободы были упразднены, на этой территории начали строиться дома вельмож и военных. Название слободы дошло до нас в наименовании Большой и Малой Бронных улиц. Занятия населения Бронной слободы закрепились в названиях Палашевского переулка и базара.
В Бронной слободе и Козихинских переулках находились дома Чебышевых - "Чебышевская крепость" или "Чебыши" - со студенческими квартирами. На левой стороне Малой Бронной стояли пять трехэтажных домов барона Гирша  с множеством мелких, сдававшихся внаем дешевых квартир, где жили в основном студенты. естные жители называли эти места Латинским кварталом, по аналогии с Сорбонной